# بيل دولار
بيل دولار (بالإنجليزية: Bill Dollar)‏ هو دي جيه أمريكي، ولد في 22 أغسطس 1950، وتوفي في 21 نوفمبر 1996.

## وصلات خارجية
- بيل دولار على موقع IMDb (الإنجليزية)